# Irradié (album)
Pour l’article homonyme, voir Irradiation.
Albums de Jacques Higelin et les Super Goujats
BBH 75
(1974) Alertez les bébés !
(1976)
Irradié est le quatrième album studio de Jacques Higelin, sorti en janvier 1976.

## Chansons
| 1. | Rock in chair              | 5:17 |
| 2. | Oh fais-moi l'amour        | 5:34 |
| 3. | Mon portrait dans la glace | 3:31 |
| 4. | Un œil sur la bagarre      | 3:17 |
| 5. | Irradié                    | 4:43 |

| 1. | L'ange et le salaud      | 3:12 |
| 2. | La fille au cœur d'acier | 4:05 |
| 3. | L'hymne aux paumés       | 4:26 |
| 4. | Le courage de vivre      | 4:20 |
| 5. | Ballade pour un matin    | 4:51 |

## Musiciens
- Jacques Higelin : claviers, banjo, chant
- Simon Boissezon : guitares, basse
- Louis Bertignac : guitares
- Patrick Giani : batterie, percussions